# Tauriska
Tauriska ist ein 1986 gegründeter Kulturverein mit Sitz in Neukirchen am Großvenediger, der sich mit Kulturarbeit und Regionalentwicklung im Pinzgau befasst.
Der Kulturverein Tauriska wurde 1986 von Alfred Winter gegründet. Der Name leitet sich von den Tauriskern, einem keltischen Volksstamm ab, der vor etwa 2000 Jahren in dieser Region lebte. Zu den Aufgaben des Vereins zählen die Verbesserung der Lebensqualität in den Gemeinden, die Dorferneuerung und die Sicherung von Arbeitsplätzen in der Region.
Die Bildungsakademie des Vereines im Kammerlanderstall in Neukirchen am Großvenediger ist nach dem Philosophen Professor Leopold Kohr (1909–1994) benannt. Dessen Leitidee „Rückkehr zum menschlichen Maß“ ist Auftrag und gleichermaßen Programm für die Akademie, die sich als Fortbildungsinstitut sieht und die Förderung der wirtschaftlich kleinen Einheiten zum Ziel hat. Sowohl Verein als auch Akademie veranstalten Symposien, Tagungen und Gesprächsrunden zum wissenschaftlichen und kulturellen Gedankenaustausch, sowie Lehrgänge und Fortbildungskurse, die sich vorwiegend an das regionale Publikum wenden.
Im Eigenverlag (Verlag Tauriska) werden das "Tauriska-Magazin" und Publikationen mit regionalem Hintergrund herausgegeben.